# Snowbird (Utah)
Snowbird è una comunità non incorporata all'interno dei confini della città di Alta, situata nel Little Cottonwood Canyon nella Contea di Salt Lake, Utah, Stati Uniti.

## Storia
Snowbird fu fondata durante il XIX secolo e inizialmente sviluppata come centro minerario per l'estrazione dell'argento. Durante il periodo di massima espansione, si stima che fino a 8.000 persone vivevano nella località. Successivamente al crollo dell'industria mineraria locale e la distruzione di gran parte delle costruzioni storiche, nel 1971 viene aperta una stazione sciistica.

## Comprensorio sciistico
Oggi Snowbird ospita uno dei più noti comprensori sciistici dei Monti Wasatch, con piste che offrono un dislivello totale di 988m dalla cima dell'Hidden Peak a 3353m. Come le altre località sciistiche dei Monti Wasatch, gode di un'elevata quantità a d'innevamento grazie al Lake-effect snow del Gran Lago Salato, che si stima in una media annuale di circa 300 in (12.7m).
Oltre ad avere una funivia che collega direttamente il villaggio alla cima e diverse seggiovie, gli impianti includono anche un tunnel di 180m che attraversa la montagna e che collega i due lati del comprensorio, percorribile con sci ai piedi.